# Fiscalía General de la República de Crimea
En la República de Crimea, la oficina del Fiscal General se conoce como oficina del Fiscal General, de ahí el nombre de la función o cargo.
El  'Fiscal General de la República de Crimea'  (en ruso: Главный прокурор Республики Крым) es el fiscal y el abogado que representa a la República de Crimea en todos los aspectos civiles y penales asuntos en los que es parte o tiene interés y que se tramitan en apelación o de cualquier otra manera en los tribunales de Crimea, Rusia o sus territorios o posesiones. El fiscal depende directamente del Jefe de la República de Crimea y dirige la Oficina del Fiscal General de la República de Crimea.

## Lista
| Nombre              | Tomó el cargo        | Oficina izquierda    | Jefe de la República |
| ------------------- | -------------------- | -------------------- | -------------------- |
| Natalia Poklonskaya | 25 de marzo de 2014  | 6 de octubre de 2016 | Sergey Aksyonov      |
| Andrey Fomin        | 3 de agosto de 2016  | Diciembre de 2016    | Sergey Aksyonov      |
| Oleg Kamshylov      | 2 de febrero de 2017 | Titular              | Sergey Aksyonov      |